# Studenec (Levoča)
Studenec es un municipio del distrito de Levoča en la región de Prešov, Eslovaquia, con una población estimada a final del año 2024 de 540 habitantes.
Se encuentra ubicado al suroeste de la región, cerca del río Hernád (cuenca hidrográfica del río Tisza) y de la frontera con la región de Košice.

## Demografía
| Año        | 1994 | 2004    | 2014    | 2024    |
| ---------- | ---- | ------- | ------- | ------- |
| Población  | 457  | 499     | 492     | 540     |
| Diferencia |      | +9,19 % | −1,40 % | +9,75 % |

| Año        | 2023 | 2024    |
| ---------- | ---- | ------- |
| Población  | 521  | 540     |
| Diferencia |      | +3,64 % |